# Condado de Cleveland (Oklahoma)
El condado de Cleveland (en inglés: Cleveland County), fundado en 1890, es un condado del estado estadounidense de Oklahoma. En el año 2000 tenía una población de 208.016 habitantes con una densidad de población de 144 personas por km². La sede del condado es Norman.

## Geografía
Según la oficina del censo el condado tiene una superficie total de 1445 km² (557,9 mi²), de los que 1388 km² (535,9 mi²) son tierra y 57 km² (22,0 mi²) (3,98%) son agua.

## Condados adyacentes
- Condado de Oklahoma - norte
- Condado de Pottawatomie - este
- Condado de McClain - sur y oeste
- Condado de Canadian - noroeste

### Principales carreteras y autopistas
- Interestatal 35
- Interestatal 44 /U.S. Autopista 62
- Autopista estatal 9
- Autopista estatal 37
- Autopista estatal 39

## Demografía
Según el censo del 2000 la renta per cápita media de los habitantes del condado era de 41.846 dólares y el ingreso medio de una familia era de 51.257 dólares. En el año 2000 los hombres tenían unos ingresos anuales 35.674 dólares frente a los 26.015 dólares que percibían las mujeres. El ingreso por habitante era de 20.114 dólares y alrededor de un 10,60% de la población estaba bajo el umbral de pobreza nacional.

## Ciudades y pueblos
- Etowah
- Hall Park
- Lexington
- Moore
- Noble
- Norman
- Oklahoma City (sólo una pequeña parte de la ciudad)
- Slaughterville
- Newalla